# Chileense presidentsverkiezingen 1958
De Chileense presidentsverkiezingen van 1958 vonden op 4 september van dat jaar plaats. De verkiezingen werden gewonnen door Jorge Alessandri Rodríguez. Hij was de zoon van oud-president Arturo Alessandri Palma

## Uitslag
| Kandidaat                         | Kandidaat                         | Kandidaat                         | Partij                            | Partij                            | Coalitie                                          | Stemmen   | Percentage           |
| --------------------------------- | --------------------------------- | --------------------------------- | --------------------------------- | --------------------------------- | ------------------------------------------------- | --------- | -------------------- |
|                                   |                                   | Jorge Alessandri Rodríguez        |                                   | Onafh.                            | PCU-PL-CP-Alianza de Partidos y Fuerzas Populares | 389.909   | 31,56%               |
|                                   |                                   | Salvador Allende Gossens          |                                   | PS                                | Frente de Acción Popular                          | 356.493   | 28,85%               |
|                                   |                                   | Eduardo Frei Montalva             |                                   | PDC                               | PDC-PAL-PN                                        | 255.769   | 20,70%               |
|                                   |                                   | Luis Bossay Leiva                 |                                   | PR                                | Partido Radical                                   | 192.077   | 15,55%               |
|                                   |                                   | Antonio Zamorano Herrera          |                                   | Onafh.                            | Unión Nacional Laborista                          | 41.304    | 03,34%               |
| Totaal geldige stemmen            | Totaal geldige stemmen            | Totaal geldige stemmen            | Totaal geldige stemmen            | Totaal geldige stemmen            | Totaal geldige stemmen                            | 1.235.553 | 98,82%               |
| Ongeldige stemmen/ blanco stemmen | Ongeldige stemmen/ blanco stemmen | Ongeldige stemmen/ blanco stemmen | Ongeldige stemmen/ blanco stemmen | Ongeldige stemmen/ blanco stemmen | Ongeldige stemmen/ blanco stemmen                 | 14.798    | 01,18%               |
| Totaal                            | Totaal                            | Totaal                            | Totaal                            | Totaal                            | Totaal                                            | 1.250.350 | 100%                 |
| Aantal stemgerechtigden           | Aantal stemgerechtigden           | Aantal stemgerechtigden           | Aantal stemgerechtigden           | Aantal stemgerechtigden           | Aantal stemgerechtigden                           | 1.497.902 | Onthoudingen: 16,53% |
| Bron:                             |                                   |                                   |                                   |                                   |                                                   |           |                      |

- Omdat geen van de kandidaten meer dan de helft van de stemmen had gekregen, koos het Congres de nieuwe president.

### UitslagNationaal Congres van Chili

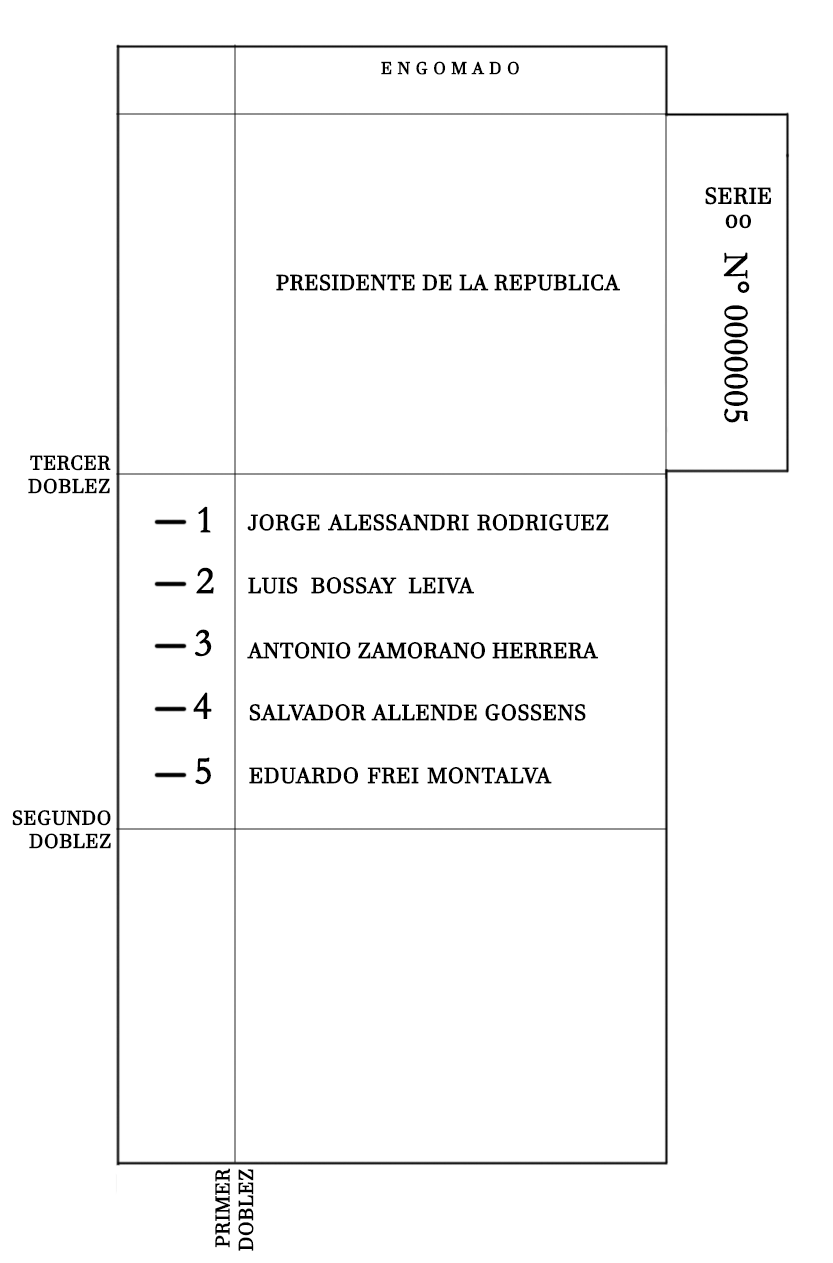
Het stembiljet dat in 1958 werd gebruikt

| Kandidaat                   | Kandidaat                   | Kandidaat                   | Partij                      | Partij                      | Coalitie                                          | Stemmen | Percentage           |
| --------------------------- | --------------------------- | --------------------------- | --------------------------- | --------------------------- | ------------------------------------------------- | ------- | -------------------- |
|                             |                             | Jorge Alessandri Rodríguez  |                             | Onafh.                      | PCU-PL-CP-Alianza de Partidos y Fuerzas Populares | 147     | 84,97%               |
|                             |                             | Salvador Allende Gossens    |                             | PS                          | Frente de Acción Popular                          | 26      | 15,03%               |
| Totaal geldige stemmen      | Totaal geldige stemmen      | Totaal geldige stemmen      | Totaal geldige stemmen      | Totaal geldige stemmen      | Totaal geldige stemmen                            | 173     | 92,51%               |
| Blanco stemmen              | Blanco stemmen              | Blanco stemmen              | Blanco stemmen              | Blanco stemmen              | Blanco stemmen                                    | 14      | 07,49%               |
| Totaal                      | Totaal                      | Totaal                      | Totaal                      | Totaal                      | Totaal                                            | 187     | 100%                 |
| Niet aanwezige Congresleden | Niet aanwezige Congresleden | Niet aanwezige Congresleden | Niet aanwezige Congresleden | Niet aanwezige Congresleden | Niet aanwezige Congresleden                       | 5       | Onthoudingen: 02,60% |
| Bron:                       |                             |                             |                             |                             |                                                   |         |                      |

## Bron
- (es)  Elección Presidencial 1958